# 公共施設地図航空
公共施設地図航空株式会社（こうきょうしせつちずこうくう、英: PAK Aviation、PAK）は、日本の福井空港を拠点として遊覧飛行、チャーター飛行などの事業を行っていた航空会社。2015年5月までにすべての航空機の登録を抹消したが、航空関連の事業活動は継続している。本店所在地は東京都杉並区上荻。
1982年7月から1986年頃にかけて沖縄県、鹿児島県で航空路線を運航していた。

## 概要
1982年（昭和57年）2月に、沖縄県島尻郡座間味村の外地島（ふかじじま）に、民間企業が管理する非公共用飛行場としての設置許可および開発許可を受け、同年3月に第1期工事に着手。同年7月にケラマ飛行場として運用が開始され、自社による運航が開始された。
1983年4月には不定期2地点間旅客輸送（那覇 - 慶良間間）の実施承認を受け、実質的には定期的な航空路を持つこととなったほか、伊江島空港などへのチャーター飛行も行っていた。1986年には親会社の倒産などにより運航が停止された。
那覇 - 慶良間線については、座間味村などが運航を再開すべく各方面に働きかけた結果、琉球エアーコミューター (RAC) が設立され、1987年2月に不定期2地点間旅客輸送の承認を受け運航が再開されたがまもなく撤退。その後も複数社による就航と撤退（期間限定を含む）が繰り返されている。
なお沖縄県では、当社が管理していた慶良間飛行場について、離島の民生安定と地域振興に寄与するため、1992年11月に県が設置・管理する公共用飛行場（第三種空港）である「慶良間空港」に指定し、1994年11月に供用開始した。
種子島 - 屋久島線については、1983年6月24日から日本内外航空を引き継ぐ形で当社によるチャーター便が運航開始されたが、上記、親会社の倒産などにより1986年3月10日に運休した。なお、同年5月22日から、日本産業航空（後の朝日航空）によって同路線でのチャーター便が運航開始されたが、1990年3月10日に運休、翌年1991年3月10日に廃止、その後も日本コンチネンタル空輸などによるチャーター便が運航されたが、やがて運休・廃止となっている。
沖縄県での運航を停止してからは福井空港を拠点としている。現在は航空機の運航は終了し、航空機整備などの事業を行っている。

## 運航していた路線
- 那覇 - 慶良間[5] 1982年-1986年
- 種子島 - 屋久島 1983年-1986年

## 使用していた機材
- セスナ 206[2]
- セスナ 172[2]
- FA-200[2]